# Vensac
Vensac település Franciaországban, Gironde megyében. Lakosainak száma 1146 fő (2022. január 1.). Vensac Grayan-et-l’Hôpital, Vendays-Montalivet, Jau-Dignac-et-Loirac, Queyrac és Saint-Vivien-de-Médoc községekkel határos.

## Népesség
A település népessége az elmúlt években az alábbi módon változott:
| Lakosok száma | 662  | 680  | 658  | 762  | 937  | 959  | 986  | 1017 | 1043 | 1146 |
|               | 1968 | 1982 | 1990 | 2006 | 2013 | 2015 | 2017 | 2019 | 2020 | 2022 |